# Konrad Carl
Konrad Carl (Fürth, 20 januari 1930) is een voormalig Duits syndicalist.

## Levensloop
Carl was van opleiding timmerman, een beroep dat hij uitoefende tot 1955. 
In 1946 sloot hij zich aan bij de DGB-vakcentrale Industriegewerkschaft Bau-Steine-Erden (IG BSE), waarvan hij in 1956 directeur werd te Regensburg. Vervolgens werd hij in 1961 voorzitter van de IG BSE te Beieren en in 1969 nationaal ondervoorzitter. In 1982 volgde hij Rudolf Sperner op als voorzitter van deze vakcentrale, een functie die hij uitoefende tot 1991. Hij werd in deze hoedanigheid opgevolgd door Brüno Köbele.
Daarnaast volgde hij in 1985 de Nederlander Bram Buijs op als voorzitter van de Internationale Federatie der Bouw- en Houtbewerkers (IFBH), een functie die hij uitoefende tot 1993.